# Bingo – Kuck mal, wer da bellt!
Bingo – Kuck mal, wer da bellt! ist eine US-amerikanische Familienkomödie des Regisseurs Matthew Robbins aus dem Jahre 1991.

## Zusammenfassung
Der Border Collie Bingo läuft vom Zirkus weg und rettet Chucky, einem Jungen, der in seiner Familie ein Außenseiter ist, das Leben. Die zwei werden sehr schnell gute Freunde; sie fahren zusammen Skateboard, sie spielen Pinball und machen zusammen Hausaufgaben. Irgendwann entdecken Chuckies Eltern den Hund und sind nicht begeistert von ihm. Als Chuckies Vater verkauft wird – er ist Footballspieler – und ein Umzug naht, droht die Freundschaft zu zerbrechen, weil Bingo nicht mitkommen darf. Doch Bingo folgt den Devlins über mehrere tausend Kilometer und erlebt dabei viele Abenteuer.
Am Ende sind Chucky und Bingo wieder vereint, als sie beide in einer Fabrikhalle gefangen gehalten werden. Erschwerend kommt hinzu, dass nicht weit von ihnen weg eine Bombe tickt. Aber Bingo entpuppt sich wieder als Held und rettet Chuckie erneut das Leben. Nachdem Bingo dem Jungen zum zweiten Mal das Leben gerettet hat, erlaubt ihm sein Vater, den Hund zu behalten.

## Auszeichnungen
1992 wurde der Film in den Kategorien Bester Familien-Spielfilm – Komödie oder Musical und Beste Darstellung in einem Spielfilm – Schauspieler bis zehn Jahre oder jünger für den Young Artist Award (Robert J. Steinmiller Jr.) nominiert.

## Spielzeugproduktion
Die Spielwarenfabrik Commonwealth Toy & Novelty Inc. produzierten kleine Bingo-Hunde.